# Географическое общество Грузии имени Александра Джавахишвили
Географическое общество Грузии имени Александра Джавахишвили — независимая неправительственная организация объединяющая более 2000 действительных членов. Географическое Общество Грузии проводит исследования по направлению актуальных проблем географии и охраны окружающей среды.

## История
Русское Императорское Географическое Общество было учреждено в 1845 году в Петербурге. В 1850 году был учреждён Кавказский Отдел Русского Императорского Географического Общества (КОИРГО). Его учредителями были Ф. Т. Литке, К. И. Арсеньев, К. М. Бер, В. И. Даль, И. Ф. Крузенштерн. После образования СССР, географическое общество было преобразовано в географическое общество Союза ССР. Во главе общество в разные годы стояли такие выдающиеся учённые как П. П. Семёнов-Тян-Шанский, Ю. М. Шокальский, Л. С. Берг, С. В. Калесник и др.
27 июля 1850 года правительством Российской империи было утверждено положение, о деятельности КОИРГО. Согласно которому КОИРГО должно было отыскивать и собирать сведения о Кавказском крае, проводить научные исследования на местах для получения новых знаний и для проверки имеющихся, оказывать содействие русским и иностранным путешественникам, посещающих край с научной целью, учредить библиотеку, депо местных карт, статистический архив и общий Кавказский музей. Руководство КОИРГО было возложено на наместника Кавказского Михаила Семёновича Воронцова, которому удалось превратить общество в средоточие интеллигенции всего края. Библиотека и музей с богатой коллекцией краеведческих экспонатов КОИРГО положили начало Государственному музею истории Грузии им. С. Джанашия.
В 1924 году было создано Географическое общество Грузии, с которым в последующие годы объединилось и КОИРГО. Первым Президентом объединенного общества стал грузинский учёный, основоположник географической школы в Грузии Александр Николаевич Джавахишвили. В развитии и становлении Географического общества Грузии, и вообще географических наук в Грузии неоценимый вклад внесли Г. Н. Гехтман, Ф. Ф. Давитая, Н. Л. Беручашвили, Г. Н. Гигинеишвили, Г. Г. Сванидзе, В. П. Ломинадзе, В. Ш. Цомая, Д. Б. Уклеба, Р. Г. Гачечиладзе, К. С. Джорджадзе и др.

## Современная деятельность
Географическое общество Грузии ежегодно 19 декабря проводит Международную научную конференцию в которой принимают участие как грузинские так и зарубежные ученые, аспиранты, докторанты, магистранты.
Географическое общество Грузии в сотрудничестве с Международным географическим союзом, Тбилисским государственным университетом и Институтом географии Имени Вахушти Багратиони издаёт «Кавказский географический журнал» в котором печатаются статьи по актуальным проблемам современной географии на грузинском, русском и английском языках.
Регулярно проводит научные и познавательные мероприятия, экскурсии, конференции для студентов и специалистов в области географии, краеведения, охраны природы.

Библиотека «Географического общества Грузии» насчитывает около 3000 книг, карт, атласов.